# Bunraku
El bunraku (文楽), és el nom genèric pel qual és conegut el teatre de marionetes japonès Ningyō jōruri (人形浄瑠璃)(marionetes i històries explicades). Es caracteritza per la unió de tres arts escèniques diferents, les marionetes (ningyō), la recitació (jōruri) a càrrec del recitador (tayū) i la música del shamisen.
El teatre de marionetes Ningyo Johruri Bunraku va ser originalment proclamat el 2003 i inscrit en 2008 en la Llista representativa del Patrimoni Cultural Immaterial de la Humanitat de l'Unesco.

## Orígens
L'origen de les marionetes al Japó no es coneix amb exactitud, la major part dels estudis coincideixen que les marionetes participaven d'antics rituals religiosos servint com a vehicle per fer arribar pregàries als déus, o bé, el manipulador actuant com médium era posseït per un déu. Aquest tipus d'ús encara avui dia és freqüent en zones rurals, en les quals la marioneta serveix per protegir els nens de malalties, i en temples del nord-oest del Japó, reforçant la idea dels especialistes. Les figures humanes representades com a ninots o marionetes, independentment si tenen moviment o no, reben en Idioma japonès el nom de ningyō, el significat literal del qual és “figura humana”.

## La marioneta

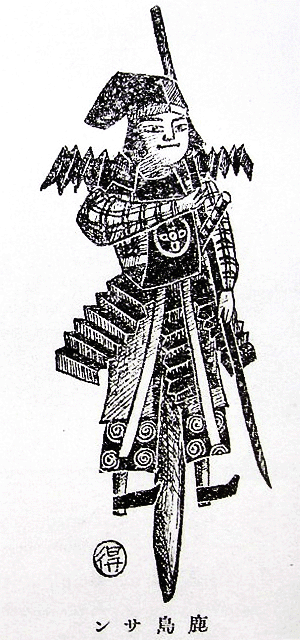
Marioneta de varetes japonesa.

Les marionetes eren simples i de grandària modesta a l'origen, operades amb una sola mà, molt diferents de les marionetes xineses que ja disposaven de complexos mecanismes al segle x. L'interès pels mecanismes no despertaria fins a finals del segle xvi, malgrat l'existència d'algunes marionetes importades des de la Xina, i que podrien haver influït en el posterior desenvolupament de les petites marionetes del segle viii cap a les formes més complicades i de major grandària del segle XVIII. En els inicis, les marionetes eren manipulades per una sola persona i consistien en un cap i un vestit que el mateix manipulador construïa. L'evolució de les marionetes aconseguiria la seva forma definitiva en 1740, gràcies a la introducció de millores tècniques, que ampliaven les possibilitats d'expressió i moviment en l'escena.

### Classificació de les marionetes
Les marionetes es classifiquen seguint diferents criteris, una d'elles és pel nombre de manipuladors necessaris per operar amb ella. Els papers més importants necessiten de tres persones, mentre que per als papers secundaris un sol operador basta per al seu maneig.
Una altra de les divisions, en general la més comuna segons el tipus de cap de la marioneta i distingeix en personatges femenins i masculins, i per l'edat, classe social, personalitat i paper en l'obra. Entre els personatges principals més representats hi ha:
- danshichi, caràcters forts.
- kenbishi, oficials.
- komei, heroi.
- wakaotoko, jove adolescent i maco.
- fukeoyama, madrastra.
- okusan, esposa, germanes i ancianes.